# Étienne Largeau
Victor Emmanuel Étienne Largeau (11 iunie 1867, Irun, Spania - 27 martie 1916, Froidos, Franța) este un general francez care a jucat un rol decisiv în colonizarea Ciadului. Orașul Faya-Largeau  din Ciad este denumit în onoarea sa.
1. 1 2  Emmanuel Largeau, Autoritatea BnF
2. ↑  Victor Emmanuel Etienne Largeau, Baza de date Léonore, accesat în 9 octombrie 2017
3. ↑  IdRef, accesat în 4 mai 2020